# Kandri
Kandri es una ciudad censal situada en el distrito de Nagpur en el estado de Maharashtra (India). Su población es de 10624 habitantes (2011). Se encuentra a 24 km de Nagpur.

## Demografía
Según el censo de 2011 la población de Kandri era de 10624 habitantes, de los cuales 5529 eran hombres y 5095 eran mujeres. Kandri tiene una tasa media de alfabetización del 85,95%, superior a la media estatal del 82,34%: la alfabetización masculina es del 91,24%, y la alfabetización femenina del 80,24%.